# پناهگاه حیات وحش رباط شور
پناهگاه حیات وحش رباط شور یک پناهگاه حیات وحش با مساحت ۶۳۴۱۲ هکتار است که در استان خراسان جنوبی در ایران قرار دارد. این پناهگاه حیات وحش طبق مصوبهٔ شمارهٔ ۶۲۳ در تاریخ ۹۹/۱۱/۰۶ در فهرست مناطق تحت حفاظت سازمان محیط زیست ایران قرار گرفت.
این منطقه زیستگاه کل و آهو و انواع خزندگان است؛ به‌طوری‌که به‌عنوان موزهٔ زندهٔ خزندگان استان خراسان جنوبی شناخته می‌شود.
پناهگاه حیات وحش رباط شور، از شرق به حریم جادهٔ فردوس-دیهوک-کرمان (جاده ۹۱)، از شمال به منطقهٔ حفاظت‌شدهٔ مظفری، از جنوب تا محدودهٔ شهرستان بشرویه و از غرب به جادهٔ خاکی بشرویه به روستای چاه‌نو شهرستان فردوس محدود می‌شود. این منطقه، در ۶۰ کیلومتری جنوب غرب شهر فردوس واقع شده و ارتفاع متوسط آن از سطح دریا ۱٬۲۰۰ متر می‌باشد. کوه رباط شور با ژئومورفولوژی سنگلاخی و ارتفاع ۱٬۵۲۳ متر، بلندترین ارتفاع در این ناحیه است.
آثار ملی کاروانسرای رباط شور و آب‌انبار شور در داخل این منطقه قرار گرفته‌اند.

## حیات وحش
مهم‌ترین گونه‌های جانوری این منطقه، کَل، بز و آهو است. این منطقه، همچنین زیستگاه پستانداران، پرندگان و خزندگان مختلفی است. پستانداران این منطقه شامل کَل و بز، خرگوش، آهو، جوجه تیغی، گربه شنی، سیاه‌گوش، روباه معمولی، روباه شنی، زرده بر، خفاش، گرگ، شغال، کفتار، انواع جوندگان مانند مانند تشی و پامسواکی می‌باشد. همچنین پرندگانی مانند کرکس، کبک، تیهو، هوبره، کوکر، دودوک، سبزقبا، چکاوک، سنگ چشم و سایر گنجشک‌سانان، انواع مختلفی از پرندگان شکاری بزرگ و کوچک از قبیل عقاب، سارگیه و دلیجه در این پناهگاه حیات وحش زندگی می‌کنند. خزندگانی که در این منطقه زیست می‌کنند، شامل لاک‌پشت، بزمجه، آگاما و انواع مختلف مار و مارمولک می‌باشد که تنوع این خزندگان به‌حدی است که این منطقه، به‌عنوان موزه زنده خزندگان استان خراسان جنوبی شناخته می‌شود.

## امکانات محیط‌بانی
در حال حاضر نیروی حفاظتی مخصوص این پناهگاه، در منطقه مستقر نبوده و حفاظت از حیات وحش منطقه، توسط مأمورین پاسگاه پلوند واقع در منطقه حفاظت شده مظفری (شمال رباط شور) و اداره حفاظت محیط زیست شهرستان فردوس انجام می‌گیرد. البته یکی از محله‌های دامداری واقع در پای کوه رباط شور تجهیز و از آن به عنوان مکان موقت برای اقامت استفاده می‌شود.